# Saint-Hilaire (Allier)
Pour les articles homonymes, voir Saint-Hilaire.
Saint-Hilaire est une commune française, située dans le département de l'Allier en région Auvergne-Rhône-Alpes.

## Géographie
Saint-Hilaire est située dans le Bocage bourbonnais.
La commune est arrosée par un ruisseau, le Morgon, qui prend sa source près de la limite orientale de la commune et la traverse avant de passer à l'ouest dans la commune de Buxières-les-Mines. Le Morgon se jette ensuite dans le Bandais, affluent de l'Aumance.
La commune est traversée au nord par la D11, qui relie Moulins à Montluçon ; elle se situe entre Souvigny, à l'est, et Cosne-d'Allier, à l'ouest. Une autre route, la D1, relie Bourbon-l'Archambault, au nord, au Montet, au sud.
Le nord du territoire communal est occupé par une partie de la forêt domaniale des Prieurés Grosbois.

### Communes limitrophes
Ses communes limitrophes sont :
|                    | Saint-Aubin-le-Monial |       |
|                    | Saint-Hilaire         | Gipcy |
| Buxières-les-Mines | Rocles                |       |

### Climat
Pour des articles plus généraux, voir Climat d'Auvergne-Rhône-Alpes et Climat de l'Allier.
En 2010, le climat de la commune est de type climat océanique dégradé des plaines du Centre et du Nord, selon une étude du CNRS s'appuyant sur une série de données couvrant la période 1971-2000. En 2020, Météo-France publie une typologie des climats de la France métropolitaine dans laquelle la commune est exposée à un climat océanique altéré et est dans une zone de transition entre les régions climatiques « Centre et contreforts nord du Massif Central » et « Ouest et nord-ouest du Massif Central ».
Pour la période 1971-2000, la température annuelle moyenne est de 10,8 °C, avec une amplitude thermique annuelle de 15,8 °C. Le cumul annuel moyen de précipitations est de 791 mm, avec 11,6 jours de précipitations en janvier et 7,2 jours en juillet. Pour la période 1991-2020, la température moyenne annuelle observée sur la station météorologique de Météo-France la plus proche, « Bourbon_sapc », sur la commune de Bourbon-l'Archambault à 10 km à vol d'oiseau, est de 11,9 °C et le cumul annuel moyen de précipitations est de 777,2 mm,. Pour l'avenir, les paramètres climatiques de la commune estimés pour 2050 selon différents scénarios d'émission de gaz à effet de serre sont consultables sur un site dédié publié par Météo-France en novembre 2022.

## Urbanisme
La commune comprend deux principaux noyaux d'habitat : le bourg ancien, avec l'église et la mairie, le long de la D1 ; un noyau plus récent, le long de la D11 ou à proximité, avec, à la limite occidentale de la commune, l'ancienne zone minière comprenant la mine au sud et les cités (corons) au nord.

### Typologie
Au 1er janvier 2024, Saint-Hilaire est catégorisée commune rurale à habitat dispersé, selon la nouvelle grille communale de densité à 7 niveaux définie par l'Insee en 2022.
Elle est située hors unité urbaine et hors attraction des villes,.

### Occupation des sols

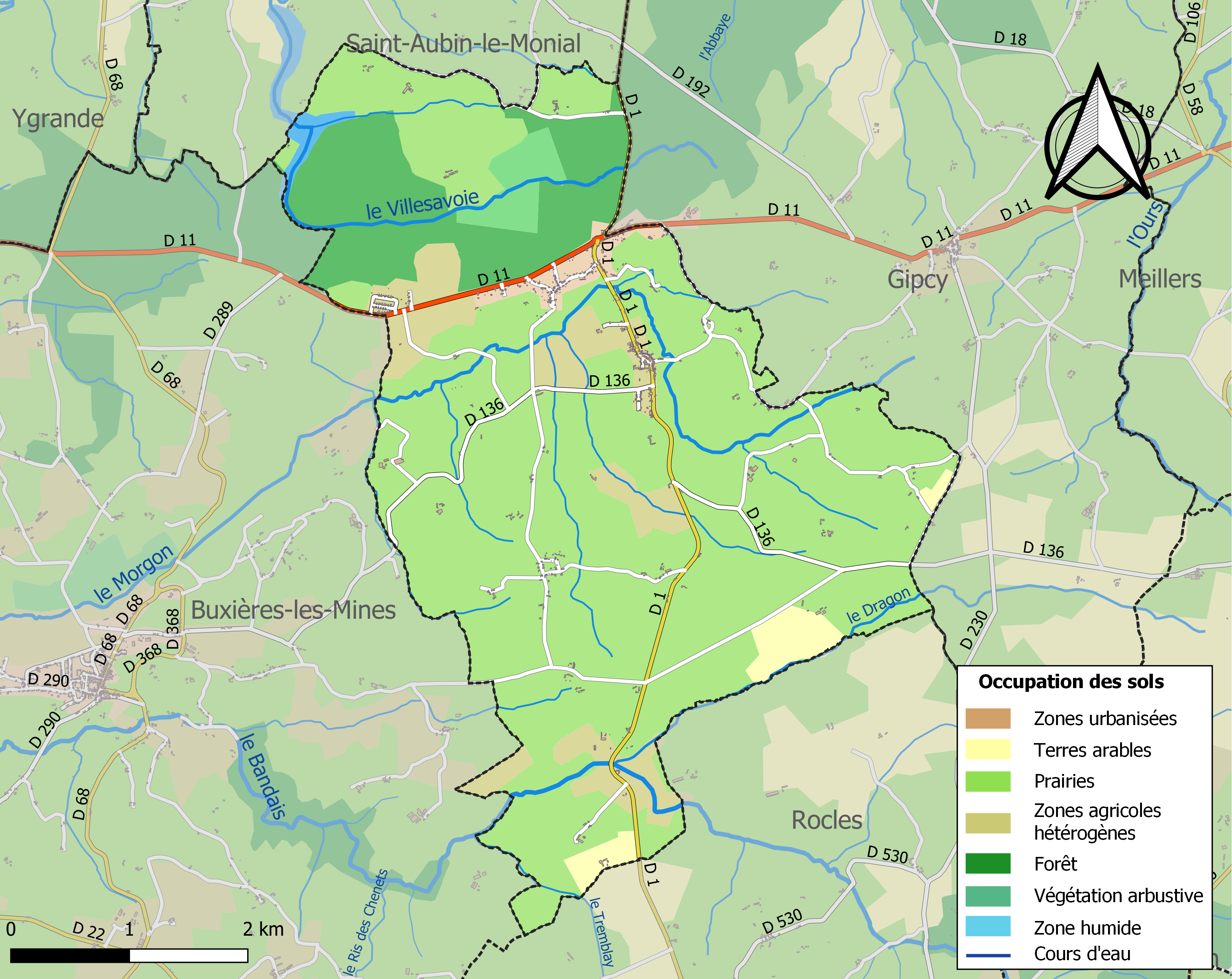
Carte des infrastructures et de l'occupation des sols de la commune en 2018 (CLC).

L'occupation des sols de la commune, telle qu'elle ressort de la base de données européenne d’occupation biophysique des sols Corine Land Cover (CLC), est marquée par l'importance des territoires agricoles (84 % en 2018), une proportion sensiblement équivalente à celle de 1990 (84,2 %). La répartition détaillée en 2018 est la suivante : 
prairies (72,6 %), forêts (11,8 %), zones agricoles hétérogènes (8,9 %), terres arables (2,5 %), milieux à végétation arbustive et/ou herbacée (1,9 %), zones urbanisées (1,7 %), eaux continentales (0,6 %).
L'IGN met par ailleurs à disposition un outil en ligne permettant de comparer l’évolution dans le temps de l’occupation des sols de la commune (ou de territoires à des échelles différentes). Plusieurs époques sont accessibles sous forme de cartes ou photos aériennes : la carte de Cassini (XVIIIe siècle), la carte d'état-major (1820-1866) et la période actuelle (1950 à aujourd'hui).

## Histoire

### Les Hospitaliers
Le membre de Beauchassin est une ancienne commanderie des Hospitaliers de l'ordre de Saint-Jean de Jérusalem devenue par la suite un membre de la commanderie de La Croix-au-Bost dans la Creuse.

### Époque contemporaine
La commune porta, au cours de la période révolutionnaire de la Convention nationale (1792-1795), le nom de Le Morgon, tiré du nom du ruisseau qui arrose la commune.
À la Révolution, Saint-Hilaire devient chef-lieu d'un petit canton comprenant, outre Saint-Hilaire, Buxières-la-Grue, Gipcy et Meillers. Il disparaît en 1806.
La commune a un passé minier. Le charbon a été extrait de 1853 à 1949 ; durant la Seconde Guerre mondiale, l'activité employait jusqu'à mille ouvriers. Un gisement de barytine a été exploité de 1936 à 1975.

## Politique et administration
| Période   | Période                      | Identité        | Étiquette | Qualité |
| --------- | ---------------------------- | --------------- | --------- | ------- |
| '         |                              |                 |           |         |
| 1980      | 2001                         | Lucien Aumaitre | PCF       |         |
| mars 2001 | En cours (au 8 juillet 2025) | Olivier Guiot   | DVG       |         |

| Période     | Identité                  | Qualité |
| ----------- | ------------------------- | ------- |
| 1871 à 1886 | Emile GARDIEN             |         |
| 1886 à 1887 | François DECITRE          |         |
| 1887 à 1904 | Jules-Marie DE CASTAIGNER |         |
| 1904 à 1912 | Victor DELACOUR           |         |
| 1912 à 1919 | Joseph VOISIN             |         |
| 1919 à 1935 | Emile DUFLOUX             |         |
| 1935 à 1940 | Marcel BISSONNIER         |         |
| 1940 à 1941 | Antoine LAFARGE           |         |
| 1941 à 1944 | Marcel LAMARQUE           |         |
| 1944 à 1945 | Marcel BISSONNIER         |         |
| 1945 à 1953 | Charles BELLIDON          |         |
| 1953 à 1971 | Raymond MARTIN            |         |
| 1971 à 1980 | Marcel DENIZON            |         |

## Population et société

### Démographie
L'évolution du nombre d'habitants est connue à travers les recensements de la population effectués dans la commune depuis 1793. Pour les communes de moins de 10 000 habitants, une enquête de recensement portant sur toute la population est réalisée tous les cinq ans, les populations de référence des années intermédiaires étant quant à elles estimées par interpolation ou extrapolation. Pour la commune, le premier recensement exhaustif entrant dans le cadre du nouveau dispositif a été réalisé en 2005.

En 2022, la commune comptait 508 habitants, en évolution de −5,75 % par rapport à 2016 (Allier : −1,38 %, France hors Mayotte : +2,11 %).
| 1793 | 1800 | 1806 | 1821 | 1831 | 1836 | 1841 | 1846 | 1851 |
| ---- | ---- | ---- | ---- | ---- | ---- | ---- | ---- | ---- |
| 792  | 528  | 679  | 667  | 718  | 766  | 685  | 670  | 663  |

| 1856 | 1861 | 1866 | 1872 | 1876  | 1881 | 1886  | 1891  | 1896  |
| ---- | ---- | ---- | ---- | ----- | ---- | ----- | ----- | ----- |
| 733  | 754  | 826  | 963  | 1 022 | 996  | 1 090 | 1 081 | 1 068 |

| 1901  | 1906  | 1911  | 1921  | 1926  | 1931 | 1936 | 1946  | 1954 |
| ----- | ----- | ----- | ----- | ----- | ---- | ---- | ----- | ---- |
| 1 322 | 1 302 | 1 270 | 1 246 | 1 081 | 993  | 975  | 1 130 | 942  |

| 1962  | 1968 | 1975 | 1982 | 1990 | 1999 | 2005 | 2006 | 2010 |
| ----- | ---- | ---- | ---- | ---- | ---- | ---- | ---- | ---- |
| 1 008 | 902  | 700  | 650  | 595  | 567  | 545  | 538  | 500  |

| 2015 | 2020 | 2022 | - | - | - | - | - | - |
| ---- | ---- | ---- | - | - | - | - | - | - |
| 536  | 522  | 508  | - | - | - | - | - | - |

## Lieux et monuments
- Église Saint-Loup de Saint-Hilaire.
- Reste de la commanderie de Beauchassin, XIIe et XIVe siècles[22].

## Héraldique
|  | Les armes de la commune se blasonnent ainsi : Coupé au 1er d’or au loup de sable lampassé de gueules, au 2e de gueules à la croix de Malte d’argent. |